# Amtsgericht Sankt Goar

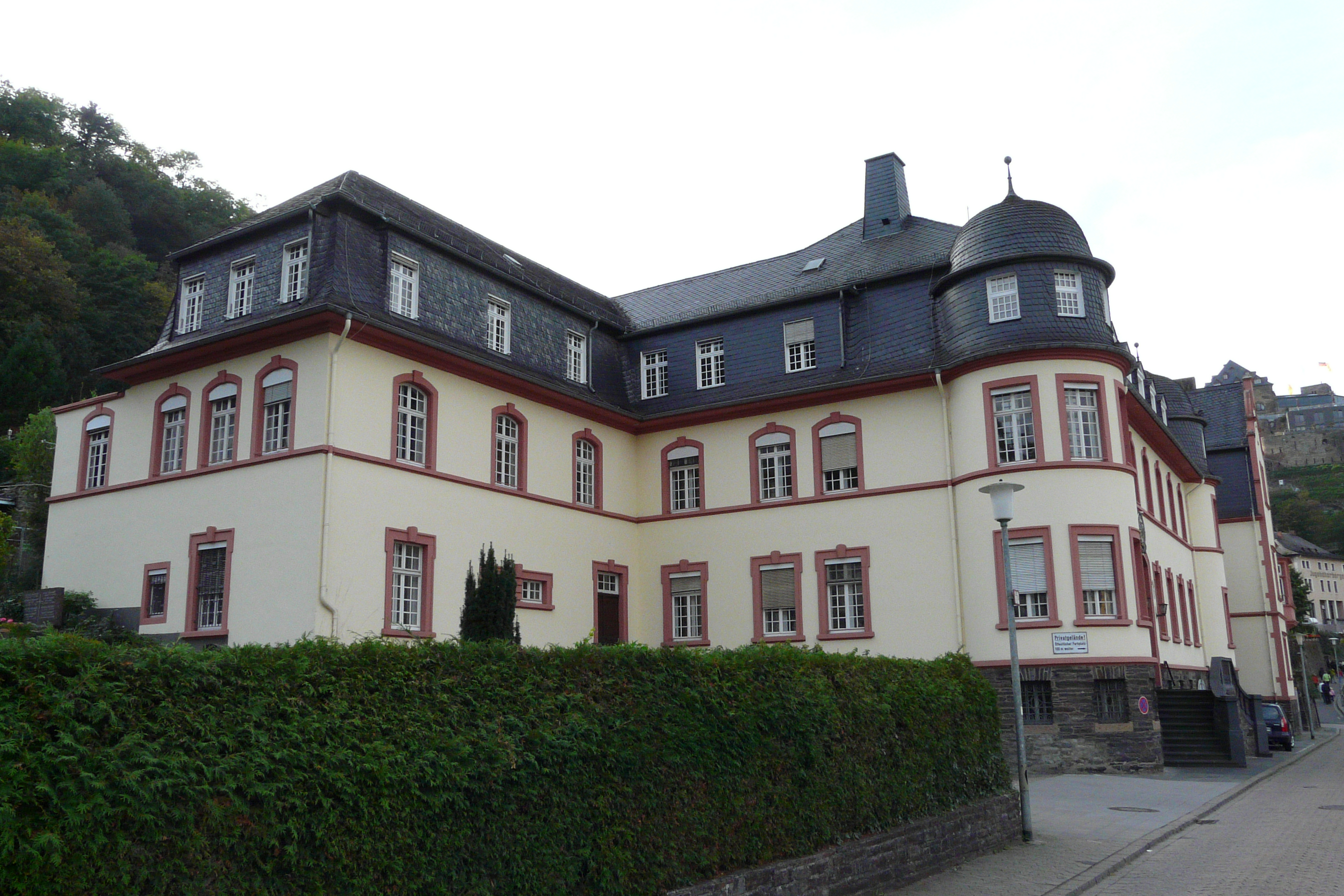
Das Gebäude des Amtsgerichts Sankt Goar

Das Amtsgericht Sankt Goar ist ein Gericht der ordentlichen Gerichtsbarkeit in Rheinland-Pfalz. Es ist eines der 15 Amtsgerichte im Bezirk des Landgerichts Koblenz.

## Gerichtsbezirk und -sitz
Gerichtssitz ist Sankt Goar, der Gerichtsbezirk umfasst die Stadt Boppard sowie die Verbandsgemeinden Emmelshausen, die alte Verbandsgemeinde Loreley (bis 2012) und Sankt Goar-Oberwesel.
Es ist das erstinstanzliche Gericht in Familien-, Zivil- und Strafsachen. Außerdem ist es das Vollstreckungsgericht für alle Zwangsvollstreckungen, bei denen der Wohnsitz des Schuldners im Gerichtsbezirk liegt.
Darüber ist das Amtsgericht Sankt Goar das zuständige Schifffahrtsgericht für den Rhein zwischen Nahemündung und Oberkassel, für die Lahn und für die deutschen Abschnitte von Mosel und Saar. In seiner Eigenschaft als Rheinschifffahrtsgericht ist es direkt dem Rheinschifffahrtsobergericht Köln am Oberlandesgericht Köln unterstellt.

## Gebäude
Das Gerichtsgebäude befindet sich im Bismarckweg 3–4 in Sankt Goar. Es ist geschützt als eingetragenes Kulturdenkmal im Sinne des Denkmalschutz- und -pflegegesetzes (DSchG) des Landes Rheinland-Pfalz. Außerdem ist es seit 2002 Teil des UNESCO-Welterbes Oberes Mittelrheintal.

## Übergeordnete Gerichte
Dem Amtsgericht Sankt Goar ist das Landgericht Koblenz übergeordnet. Zuständiges Oberlandesgericht ist das Oberlandesgericht Koblenz.